# オブザーバー (イギリスの新聞)
オブザーバー（The Observer）はイギリスの一般紙で、毎週日曜日発行の新聞である。

## 概要
月曜日から土曜日まで発行するガーディアンの紙面変更にあわせて、オブザーバーもベルリンまたはミディと呼ばれるサイズに変更している。リベラル、社会民主主義の政治姿勢をとることが多い。事実上ガーディアンの日曜版である。
1791年12月4日に世界で初めての日曜新聞として創刊した。同年12月25日にヴォルフガング・アマデウス・モーツァルトの死亡記事を掲載した際には、彼の命日を12月15日とし、モーツァルトをドイツ人と書いていたが、これを199年以上経過した1991年1月27日の紙面で訂正した。これはギネスブックで「最も遅れた訂正記事」として紹介された。
1911年に ウィリアム・ウォルドーフ・アスター（1848年 - 1919年）がこの新聞をハームワース家から購入した。それまでこの新聞は、32年間J. L. ガーヴィンの編集方針のもと保守党寄りの新聞だったが、1942年党派的偏りのない編集方針を宣言した。現在ではほとんどの新聞が中立的編集方針を主張するがこれは当時としては珍しいことである。
ウォルドーフ・アスターのひ孫の一人で27年間編集長も務めたデビッド・アスター（1912年 - 2001年）は、1977年に当時業績不振のこの新聞を石油コンツェルン、アトランティック・リッチフィールド（現在の ARCO）に1ドル（アメリカドル）で売却した。その後Lonrho plcが買収し、1993年からはガーディアン・メディア・グループの新聞の一つ。